# اعتداء جنسي ميسر بالمخدرات
الاعتداء الجنسي الميسر بالمخدرات هو تعرض الشخص للاعتداء الجنسي (الاغتصاب أو غير ذلك) عندما يكون في حالة تسمم أو ثمالة نتيجة تعاطي المواد المعدلة للعقل، مثل معاقرة الفرد للكحول أو تسميمه بشكل مقصود بواسطة إحدى مخدرات اغتصاب المُواعد الأخرى. يُعرف الاغتصاب الناجم عن الاعتداء الجنسي الميسر بالمخدرات أيضًا باسم اغتصاب المفترس. تشتمل 75% من جرائم اغتصاب المعارف على الكحول و/أو غيره من المخدرات. تؤدي المخدرات، عند استخدامها مع أو بدون الكحول، إلى فقدان في الوعي وفقدان القدرة على الموافقة على ممارسة الجنس.
وجد الباحثون أن الاغتصاب الميسر بالكحول أكثر شكل شائع من أشكال العنف الجنسي تجاه النساء. كما هو الحال مع غيره من أنواع الاغتصاب، يمثل الاعتداء الجنسي الميسر بالمخدرات جريمة من جرائم العنف الجسدي، وقد يُعتبر نتيجة من نتائج مذهب المتعة الجنسية والاستحقاق الجنسي. تمثل النساء الغالبية من ضحايا الاعتداء الجنسي الميسر بالمخدرات بينما يكون معظم الجناة من الرجال.

## لمحة تاريخية
تُعد الاعتداءات الجنسية على النساء والرجال ممن تعاطوا المخدرات أو الكحول طواعية شائعة وليست بجديدة، وقد وردت في فيلم بجماليون في عام 1938. ليس بالأمر الجديد أيضًا دس شيء في مشروب شخص ما بهدف إصابته بالعجز. (انظر ميكي فين). مع ذلك، بدأت جهات تطبيق القانون في منتصف تسعينيات القرن العشرين في رصد نمط من النساء اللواتي تعرضن للتخدير خلسة بهدف الاعتداء عليهن جنسيًا واغتصابهن باستخدام مخدرات اغتصاب المُواعد: مخدرات مسببة للعجز عديمة الطعم والرائحة من شأنها إحداث فقد ذاكرة تقدمي. تشارك الضحية الأنثى في معاقرة المشروبات الكحولية، سواء بالإكراه أو ضمن بيئة مريحة للطرفين، فتجد نفسها فاقدة للوعي بمحيطها على نحو مفاجئ. مع بدئها في استعادة الوعي، بعد ساعات عديدة، قد تجد نفسها في موقع آخر، مع علامات دالة على تعرضها للاعتداء الجنسي، مثل الملابس المفقودة أو المفكوكة، أو الكدمات، أو وجود المني أو ألم الفرج أو الشرج. قد تشعر أيضًا بالآثار اللاحقة لتعاطي المخدر مثل الدوخة، أو الوهن أو الارتباك، بالإضافة إلى ضعف الذاكرة أو فقدانها بشكل كامل لما حدث لها. في بعض الحالات، قد يختفي الجاني بشكل نهائي؛ في حالات أخرى، قد يتصرف كما لو أنه لم يحدث أي شيء غير اعتيادي، وقد يعرض نقلها إلى المنزل أو المستشفى.

## التنميط

### السيناريوهات
تتشابه غالبية حالات الاعتداء الجنسي الميسر بالمخدرات، لكن ليس جميعها، مع جرائم اغتصاب المُواعد غير الميسرة بالمخدرات. قد تحدث جرائم الاعتداء الجنسي الميسر بالمخدرات بين الموظفين وأرباب العمل، لا سيما في حالات وجود الموظف أو الموظفة في موقف ضعيف، على سبيل المثال العمل كموظفين غير موثقين أو عدم القدرة على المخاطرة بخسارة الوظيفة لسبب ما. في مثل هذه الظروف، يشير الباحثون إلى مبادرة رب العمل بدعوة الضحية إلى العشاء، بنية تخديرها والاعتداء عليها جنسيًا. تحدث جرائم الاعتداء الجنسي الميسر بالمخدرات أيضًا بين مالكي العقارات والمستأجرين، أو بين أصحاب الأعمال الصغيرة وعملائهم. في مثل هذه الحالات، يشير الباحثون إلى أن الجاني متسم غالبًا بانعدام اللباقة الاجتماعية، إذ يعيش بمفرده ويفتقد إلى العلاقات الحميمة الوثيقة مع الآخرين. قد تحدث جرائم الاعتداء الجنسي الميسر بالمخدرات في سياق الرعاية الصحية مثل عيادات الأطباء وأطباء الأسنان، غالبًا بهدف التخدير. أخيرًا، قد تحدث هذه الجرائم أيضًا داخل العائلات، إذ يغتصب الجاني طفلًا أو فردًا ضعيفًا من العائلة. 
تحدث جرائم الاعتداء الجنسي الميسر بالمخدرات من ذكر إلى ذكر بشكل حصري تقريبًا في الأوضاع المدرسية أو الاجتماعية، مثل اغتصاب الرجال للأطفال في عهدتهم المؤقتة، واعتداء الرجال على المتجولين الذين يلتمسون توصيلًا مجانيًا على طرف الطريق بالإضافة إلى القاتلين الساديين المازوخيين مثل جيفري دامر وجون واين جسي اللذين شلّا حركة ضحاياهم عبر تخديرهم قبل الاعتداء عليهم جنسيًا وقتلهم. يعمل معظم جناة الاعتداء الجنسي الميسر بالمخدرات بشكل فردي، لكن يتلقى البعض منهم المساعدة من متواطئين آخرين، بما في ذلك الأصدقاء الذكور، والزوجان من ذكر وأنثى بالإضافة إلى الإخوة الذكور. يمكن الاستعانة بالأنثى المتواطئة من أجل كسب ثقة الضحية الأنثى المستهدفة. في عام 1990، لجأ القاتلان المتسلسلان الكنديان باول برناردو وكارلا هومولكا إلى تخدير أخت كارلا الصغرى، تامي، باستخدام عقار ديازبام ليعمد باول بعد ذلك على اغتصابها؛ بعد عام، عمدا على تخديرها باستخدام الهالوتان واغتصباها مرة أخرى، لتختنق بعد ذلك بقيئها وتلقى حتفها إثر ذلك.

### الاعتداء الجنسي الميسر بالعقاقير المخلة بالنفس
يمثل الاعتداء الجنسي الميسر بالعقاقير المخلة بالنفس (بّي إف إس إيه) أحد الأنواع الفرعية من الاعتداء الجنسي الميسر بالمخدرات. تحت تأثير الكثير من العقاقير المخلة بالنفس، يصبح الأفراد عرضة للإيحاء بشكل مشابه للتنويم المغناطيسي. يعتقد الخبراء أن هذا من شأنه توفير تفسير جزئي على الأقل لسبب تعرض الأفراد (على وجه الخصوص النساء)، الذين يمتلكون تاريخًا من العنف الجنسي في حياتهم، بشكل خاص لخطر الاعتداء الجنسي الميسر بالعقاقير المخلة بالنفس. غالبًا ما يعرض الجاني نفسه العقار المخل بالنفس ويقدمه إلى الفرد «المسافر». في تلك الحالات التي تشمل الإيلاج الجنسي، يمكن الإشارة إلى هذه الجرائم أحيانًا باسم الاغتصاب الشاماني، إذ يعمل الجاني ظاهريًا باعتباره شامان.

### الجناة
وفقًا لمسؤولي تطبيق القانون، يتشارك جناة الاعتداء الجنسي الميسر بالمخدرات عمومًا في أربع سمات: يمتلكون إمكانية الوصول إلى العقاقير المهدئة مع استيعاب تأثيراتها، ويمتلكون إمكانية الوصول إلى مكان (المنزل أو مكان العمل في غالبية الحالات) مناسب للاستمرار في أداء جريمة الاغتصاب أثناء حدوثها دون مقاطعة، ويمتلكون القدرة على تأسيس درجة صغيرة على الأقل من الثقة مع الضحية المستهدفة ويمتلكون خطة مدروسة لتجنب الاعتقال والمحاكمة بما في ذلك إعادة إلباس الضحية ملابسها، أو إخبار الضحية بممارستهما الجنس بالتراضي أو عدم حدوث أي اتصال جنسي من أساسه، أو الخروج من المبنى قبل استعادة الضحية وعيها. يشير الباحثون إلى أن جناة الاعتداء الجنسي الميسر بالمخدرات انتهازيون ومتنصلون من المواجهة. لا يميل هؤلاء عادة إلى تهديد الضحية، أو إجبارها، أو ضربها أو تشويهها، ولا يحملون الأسلحة، أو يسرقون من ضحاياهم أو يدمرون ممتلكاتهم. يميل الجناة إلى عدم امتلاك تاريخ سابق من العنف الجسدي. غالبًا ما يستثمرون في وظائفهم ومجتمعاتهم: ليسوا مهمشين ثقافيًا بشكل عام.
يشير بعض الباحثين إلى أن جناة الاعتداء الجنسي باستخدام المخدرات مهتمون للغاية بالجنس لكنهم غير قادرين على إيجاد شريك جنسي، إذ تحركهم بشكل كلي الرغبة الجنسية. يشير آخرون إلى استمداد بعض الجناة (ممن يسجلون جريمتهم لمشاهدتها في وقت لاحق) تحفيزهم من فكرة الهيمنة والسيطرة على شخص ما لأغراض جنسية. يختلف الباحثون حول إمكانية النظر في أفعال الجناة بوصفها هادفة إلى إشباع سلوك قهري فعلي. يعتقد البعض أنه لا يوجد دليل كاف لاقتراح وجود رغبة غير قابلة للسيطرة عند اقتراف الاعتداء الجنسي الميسر بالمخدرات، بينما يفيد آخرون بأن «التكرارية المذهلة» التي يكرر بها الجناة فعلتهم من شأنها الإيحاء بوجود درجة من السلوك القهري. يمتلك جميع جناة الاعتداء الجنسي الميسر بالمخدرات احتمالية عالية لإعادة ارتكاب الجريمة.
تنطوي الصورة النمطية لجناة الاعتداء الجنسي الميسر بالمخدرات على امتلاكهم صفات الأناقة، والذكاء والجاذبية. يمكن اعتبار ذلك صحيحًا في بعض الأحيان لكنه لا ينطبق على جميع الحالات. لا يوجد أي دليل للإشارة إلى وجود شبكة من الجناة، على الإنترنت أو على أرض الواقع، الذين يعملون بين بعضهم البعض، لكن يمكن رصدهم في بعض الأحيان على بعض المواقع عند مناقشة استعمال العقاقير الاستجمامي. نظرًا إلى استخدامهم المخدر على الضحية لتسهيل التغلب عليها، من الممكن للجناة ارتكاب هذه الجريمة في وقت متأخر من الحياة، إذ يشير الباحثون إلى تجاوز بعض الجناة سن 60 سنة.

### الضحايا
تسبب الأنواع المختلفة للمخدرات والكحول تأثيرات مختلفة على الضحية فيما يتعلق بالوعي، لكن تؤدي جميع المخدرات بمختلف أنواعها إلى تثبيط القدرة على إبداء الموافقة. قد تؤدي هذه التجربة إلى إحداث صدمة نفسية لدى ضحايا الاعتداء الجنسي الميسر بالمخدرات. وجدت إحدى الدراسات التي شملت مجموعة من عامة النساء الأمريكيات ممن تعرضن للاعتداء الجنسي الميسر بالمخدرات أن 81% منهن على معرفة مسبقة بالجاني المزعوم قبل ارتكابه جريمة الاغتصاب. ركزت دراسة أخرى على الطالبات الجامعيات وأظهرت أن 83% منهن على معرفة سابقة بالجاني المزعوم قبل جريمة الاغتصاب.